# 萊馬 (紐約州)
萊馬（英語：Lima）是一個位於美國紐約州利文斯頓縣的鎮。

## 人口
根據2020年美國人口普查的數據，萊馬的面積為82.73平方千米，當中陸地面積為82.60平方千米，而水域面積為0.13平方千米。當地共有人口4154人，而人口密度為每平方千米50人。